# 笹野鈴々音
笹野 鈴々音（ささの りりね、1984年12月1日 - ）は、日本の女優。
神奈川県横浜市出身。イマジネイション所属。

## 人物
身長：138cm、足のサイズ：21.5cm。「鉄腕アトムと同じ身長」が売り物になっている。
趣味は写真を撮ること、演歌を歌うこと。
幼少期に宝塚歌劇団の『ベルサイユのばら』を観たことがきっかけで表現者を目指すようになる。中学校では演劇部に所属し、15歳から本格的に演劇活動を始めた。
高校時代には友達とお笑いトリオを結成して路上ライブを行っていた。
『トリハダ』でインパクトのある役柄（長い黒髪、赤いスカート、眉毛がなく青白い顔、無表情からの不気味な笑顔、幽霊ではなく生きた人間）を演じ、新しいホラーキャラクターとして話題を呼んだ。しかし本人はホラーが苦手で「鏡の前でいかに怖い笑い方をできるか怖がりながら練習した」と語っている。
童顔であり、可愛い小物や服を好んでいる。
2012年1月22日、劇団ONEOR8に所属している俳優・伊藤俊輔と入籍
。
2022年4月22日、俳優・伊藤俊輔と「仲良く離婚」を発表。

## 主な出演

### 舞台
2001年
- チェルフィッチュ公演『団地の心への旅』（岡田利規 作・演出）
- P.E.C.T公演『VilleNouVelle2001』（中島比呂嗣 作・演出）

2002年
- P.E.C.T公演『winter Rose』（中島比呂嗣 作・演出）
- P.E.C.T公演『じゃらんじゃらん』（中島比呂嗣 作・演出）
- P.E.C.T公演『枇杷の木にカナリア』（中島比呂嗣 作・演出）

2003年
- 風琴工房公演『ユダの食卓』（詩森ろば 作・演出）
- 風琴工房公演『紅き深爪』（詩森ろば 作・演出）
- P.E.C.T公演『ビーチサンダル・クロニクル』（中島比呂嗣 作・演出）
- なぎさにゆこう公演『恋と自分/とんかつ屋』（岡田利規 作・演出）

2004年
- 風琴工房公演『記憶、或いは辺境』（詩森ろば 作・演出）

2005年
- 風琴工房公演『ゼロの棺』（詩森ろば 作・演出）
- グリング公演『海賊』（青木豪 作・演出）
- 風琴工房公演『機会と音楽』（詩森ろば 作・演出）

2006年
- 風琴工房公演『食卓夜想』（詩森ろば 作・演出）
- スロウライダー公演『Maggie』（山中隆二郎 作・演出）
- 風琴工房公演『紅き深爪』（再演）（詩森ろば 作・演出）
- 風琴工房公演『砂漠の音階』（詩森ろば 作・演出）

2007年
- スパンドレル/レンジ公演『新♀世界』（松本淳市 作・演出）
- 風琴工房公演『砂漠の音階』（再演）（詩森ろば 作・演出）
- クロカミショウネン18公演『ノモレスワ』（野坂実 作・演出）
- 風琴工房公演『紅の舞う丘』（詩森ろば 作・演出）

2008年
- 散歩道楽公演『レモンスター』（太田善也 作・演出）
- 横浜未来演劇人シアター公演『市電うどん〜特盛り版〜』（寺十吾（tsumazuki no ishi） 作・演出）
- ネオゼネレイター・プロジェクト公演『THE GHOST STORY』（大西一郎 作・演出）
- 風琴工房公演『hg』（詩森ろば 作・演出）
- ちからわざ公演『ムコウカタ』（佐藤二朗 作・堤泰之（プラチナ・ペーパーズ）演出）

2009年
- ZORA公演『椅子』（イヨネスコ 作・扇田拓也 演出）
- 庭劇団ペニノ公演『太陽と下着の見える町』（タニノクロウ 作・演出）
- 劇団印象公演『父産』（鈴木アツト 作・演出）
- ネオゼネレイター・プロジェクト公演『THE DEEP』（大西一郎 作・演出）
- 乞局公演『芍麗鳥（しゃっくり）』（下西啓正 作・演出）
- ちからわざ公演『はるヲうるひと』（佐藤二朗 作・堤泰之（プラチナ・ペーパーズ）演出）

2010年
- 燐光群公演『3分間の女の一生』（坂手洋二 作・演出）
- 鳥公園公演『乳水』
- 乞局公演 利賀演劇人コンクール2010参加作品『コーラスガール』（チェーホフ 作・下西啓正演出）
- 乞局公演『裂躯』（下西啓正 作・演出）
- タカハ劇団公演『パラデソ』（高羽彩 作・演出）
- 鳥公園公演『おばあちゃん家のニワオハカ』（西尾香織 作・演出）

2011年
- こゆび侍公演『うつくしい世界』（成島秀和 作・演出）
- 鳥公園公演『おねしょ沼の終わらない温かさについて』（西尾佳織 作・演出）
- 散歩道楽公演『石神井ポルカ〜昭和編〜』（太田善也 作・演出）

2012年
- 鳥公園公演『ながい宴』（西尾佳織 作・演出）
- 乞局公演『傘月』（下西啓正 作・演出）
- 箱庭円舞曲公演『どうしても地味』（古川貴義 作・演出）

2013年
- 寺山修司没後30年/PARCO劇場40周年記念公演『レミング〜世界の涯まで連れてって〜』（寺山修司作・松本雄吉（維新派）演出）
- 鳥公園#8『カンロ』（西尾佳織作・演出）（三鷹市芸術文化センター星のホール）

2014年
- ちからわざ公演『はるヲうるひと』再演（佐藤二朗 作・堤泰之（プラチナ・ペーパーズ）演出）（ザ・スズナリ）
- モメラス公演『色は匂へど』（松村翔子 作・演出）（北品川フリースペース「楽間」）

2015年
- 趣向公演『奇跡の年』（オノマリコ作・演出）（KAAT神奈川芸術劇場）
- 音楽劇『青い種子は太陽のなかにある』（寺山修司作・蜷川幸雄演出・松任谷正隆音楽）（Bunkamuraオーチャードホール・オリックス劇場）

2020年
- 『バロック』（高木登作・寺十吾演出）

2022年
- 鵺的 第15回公演『バロック』（高木登作・寺十吾演出）（ザ・スズナリ）

### 映画
- 「黒い乙女Q」「黒い乙女A」、監督：佐藤佐吉
- 遠くの空に消えた（2007年8月公開、制作ギャガ・コミュニケーションズ・配給松竹、監督：行定勲） - ニキータ 役
- ぐるりのこと。（2008年6月公開、ビターズ・エンド、監督：橋口亮輔） - 女性ファン 役
- 牙狼-GARO- 〜RED REQUIEM〜（2010年10月公開、東北新社、監督：雨宮慶太） - ワラシ 役
- トリハダ ‐劇場版‐（2012年9月公開、制作ホリプロ・配給クロックワークス、監督：三木康一郎） - 女 役
- トリハダ ‐劇場版2‐（2014年9月公開、制作ホリプロ・配給クロックワークス、監督：三木康一郎） - 女 役
- 夏前。おわり（2014年11月公開、ENBUゼミナール、監督：佐々木友紀） - レイ 役
- 東京の日（2015年10月公開、マジックアワー、監督：池田千尋）
- 劇場版 動物戦隊ジュウオウジャー ドキドキサーカスパニック!（2016年、東映）- ペルル[注釈 1] 役
- 蠱毒 ミートボールマシン（2017年8月公開、アークエンタテインメント、監督：西村喜廣） - 小人女 役
- 血を吸う粘土 派生（2019年10月11日、ブラウニー） - カカメ役[5]
- WELCOME TO JAPAN 日の丸ランチボックス（2019年10月19日公開、ブラウニー）
- 犬鳴村（2020年2月7日公開、東映）
- 樹海村（2021年2月5日公開、東映）
- はるヲうるひと（2021年6月4日公開、監督：佐藤二朗） - 村松りり 役

### テレビドラマ
- トリハダ5〜夜ふかしのあなたにゾクッとする話を「気づくことが恐怖のはじまり」（2009年3月、フジテレビ） - 公衆電話の女 役
- ホラー アクシデンタル 第4話「赤と黒」（2013年2月13日、フジテレビ） - 黒髪の女性 役
- セーラー服と宇宙人（エイリアン）〜地球に残った最後の11人〜（2014年6月26日 - 8月21日、日本テレビ） - 二瓶このみ 役
- 世にも奇妙な物語‘19 秋の特別編「恋の記憶、止まらないで」（2019年11月9日、フジテレビ） - オリジナルの女 役

### CM
- パチンコ コンコルド「ハムレット編」（2010年） - 3人の魔女の一人として出演

### その他
- 資生堂「花椿」